# مناظر الانشا
نام کتابی از خواجه جهان، عمادالدین محمود در آیین ترسل و مباحث مربوط به بلاغت می باشد. متن این کتاب انشائی عالمانه مقرون به ترجمه دارد وحال آنکه مقدمه آن با شیوه عالی نثر منشیانه ترتیب یافته است.